# Hasenmatt
Hasenmatt är ett 1455 meter högt berg i den sydöstligaste kedjan av Jurabergen i Schweiz. Hasenmatt ligger i kommunen Selzach i kantonen Solothurn och är kantonens högsta punkt.
Berggrundsskiktet på Hasenmatt kallas Hauptrogenstein och härstammar från brunjura. Klimatet är hemiborealt.
Hasenmatt nås lättast från Weissenstein (linbanestation) eller Untergrenchenberg (busshållplats). Strax väster om Hasenmatt ligger passet Müren, 1318 meter över havet.